# Our Kind of Traitor
Our Kind of Traitor (Brasil: Nosso Fiel Traidor / Portugal: Um Traidor dos Nossos) é um romance publicado em 2010 por John le Carré sobre um russo responsável por um esquema internacional de lavagem de dinheiro, que procura desertar depois de um amigo próximo ser morto pelos seus novos superiores.

## Enredo
A Grã-Bretanha está mergulhada na recessão. Um jovem académico de Oxford com tendências de esquerda e a namorada gozam férias durante a época baixa na ilha de Antígua. Aí, cruzam-se com um milionário russo chamado Dima, dono de uma península e de um relógio de ouro cravejado de diamantes, que tem uma estranha tatuagem no polegar direito. Desafiados por ele para uma partida de ténis, os jovens amantes ver-se-ão lançados numa tortuosa viagem que os levará a Paris, a uma casa nos Alpes suíços e aos obscuros claustros da City de Londres, onde serão confrontados com a perversa aliança desta com os Serviços Secretos britânicos.

## Ligações exteriores
- Apresentação do livro no YouTube